# Condado de Longueville

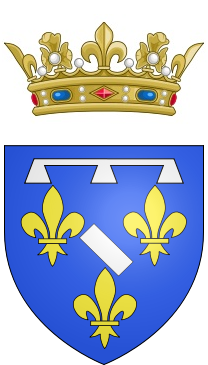
Escudo de armas del duque de Longueville.

El condado de Longueville fue una jurisdicción feudal de Normandía.

## Orígenes
Fue creado pasado el año 1040 por Guillermo I el Conquistador y dado a su fiel Walter Giffard, que murió en 1083. Su estirpe continuó de padres a hijos hasta la conquista francesa, los tres primeros llamados Gautiers y los tres siguientes llamados Guillermo.
Tras la ocupación francesa en 1204, perteneció a la corona durante más de cien años, y en 1305 fue dado, como un señorío, a Enguerrand de Marigny. Este fue condenado por alteración de moneda, creación de impuestos, pillaje de dinero destinado al Papa, saqueo de bosques reales y, finalmente, por brujería. Fue ahorcado el 30 de abril de 1315. El señorío volvió a la corona y en 1319 fue dado a Luis Conde de Evreux, hijo de Felipe III de Francia, muerto aquel mismo año el 19 de mayo, que lo transfirió a su hijo Felipe de Evreux, el cual murió el 19 de diciembre de 1343, y pasó a su tercer hijo varón, Felipe de Navarra. Este último falleció en 1363 y pasó a su hermano mayor, el rey Carlos el Doliente.  El 16 de mayo de 1364, Carlos fue derrotado por Bertrán Du Guesclin en la batalla de Cocherel. Por culpa de esta derrota Carlos acabó perdiendo muchas posesiones en Normandía. Por su victoria, el rey Carlos V de Francia entregó el condado de Longueville a Bertrán Du Guesclin.
En 1415 fue ocupado por los ingleses y confiado como condado a Arquimbaldo I de Grailly, Conde de Foix, que lo transmitió a su hijo Gastón, que recibió también el condado de Benauges, además de otros señoríos. Por motivos políticos el rey inglés se lo tomó a Gastón y al morir Archibald Douglas, a quien quería darlo, lo entregó a Juan de Hartcourt Conde de Aumale y de Harcourt, vizconde de Saint Sauveur y señor de Elbeuf, entre otros (hacia 1524). Muerto Juan VIII en 1428 pasó a su hija Juana, casada con Juan III de Rieux, y quedar en esta familia.
En 1454 el rey de Francia lo dio como condado a Juan, bastardo de Orleans (hijo natural de Luis I, duque de Orleans, y de Marieta de Enghien, señora de Cany), que en 1439 había sido nombrado conde de Dunois, y que murió el 24 de noviembre de 1468. Juan fue además conde de Mortain, conde de Gien, conde de Perigord, conde de Vertus, conde de Porcien y señor de Millançay, Vernon, Anneville, Parthenay, Secondigny, Châteaudun, Valbonnais y Romorantin. Su hijo Francisco I le sucedió y fue además conde de Montgomery, conde de Tancarville y vizconde (antes baronía) de Melun; murió en 1491. Luis XII de Francia lo erigió como ducado de Longueville para el nieto de Juan, Francisco II (muerto en 1513), hasta entonces conde de Dunois. La herencia pasó a su hija Ramona, que murió en 1515 sin descendientes vivos, y entonces pasó al hermano de Francisco II, Luis I, que además fue príncipe de Châtellaillon y vizconde de Abberville, muerto en 1516.
Su hijo Claudio murió en 1524 sucediéndole su hermano Luis II, muerto en 1537, que dejó los bienes a su hijo Francisco III, el pequeño duque, que fue conde de Neufchâtel y que murió en 1551. La herencia recayó en Leonorio, hijo de Francisco (hermano de Luis II, que había recibido el marquesado de Rothelin, el vizcondado de Melun y el principado de Châtellaillon, y había muerto en 1548). Falleció en 1573 y le sucedió su hijo Enrique I, que fue asesinado en 1595, el mismo año que nació su hijo y sucesor Enrique II, que fue conde de Saint-Pôl y que vivió hasta 1663. Dejó la herencia a su hijo Juan Luis, que abdicó en 1664. Su hermano bastardo Carlos, ostentó los títulos hasta 1672.

## Lista de condes, señores y duques de Longueville
- Gautier I Giffard 1045-1083.
- Gautier II 1083-1102.
- Gautier III 1102-1164.
- Guillermo I 1164-1173.
- Guillermo II 1173-c. 1200.
- Guillermo III c. 1204.
- Corona francesa 1204-1305.
- Enguerrand de Marigny 1305-1315.
- Corona francesa 1315-1319.
- Luis de Évreux 1319.
- Felipe de Évreux 1319-1343.
- Felipe de Navarra 1343-1363.
- Carlos el Doliente de Navarra 1363-1364.
- Bertrán Du Guesclin 1364-1380.
- Bajo la corona 1380-1415.
- Arquimbaldo I de Grailly 1415-1416.
- Gastón de Grailly 1416-1424.
- Archibald Douglas 1424 (muerto el 17 de agosto de 1424).
- Juan VIII de Hartcourt 1424-1428.
- Juana 1428-1454.
- Juan III de Rieux 1428-1431 (esposo).
- Juan de Orleans, conde de Dunois 1454-1468.
- Francisco I 1468-1491.
- Francisco II 1491-1513 (primer duque).
- Ramona, que murió en 1513-1515.
- Luis I 1515-1516.
- Claudio 1516-1524.
- Luis II 1524-1537.
- Francisco III, el pequeño duque 1537-1551.
- Leonorio 1551-1573.
- Enrique I 1573-1595.
- Enrique II de Orléans, duque de Longueville 1595-1663.
- Juan Luis 1663-1664.
- Carlos 1664-1672.

- Datos: Q130248